# Kosovo KS04
KS04 (även kallad: Madeleinebataljonen) var namnet på den 4:e svenska kontingenten i Kosovo; en fredsbevarande enhet som Sverige skickade till Kosovo. KS04, övertog ansvaret den 28 april 2001 och bestod av en bataljon samt ytterligare förband och stabsofficerare tjänstgörande vid brigadstaben och HQ KFOR. KS04 bestod av 800 män och kvinnor och förstärktes under missionen med ytterligare ett kompani à 170 man. Förstärkningen togs ur beredskapsförbandet IA01 och fick beteckningen IL.
Den största delen av personalen var grupperad vid Camp Victoria, i Hajvalia utanför Pristina.

## Förbandsdelar
- Bataljonschef: Överstelöjtnant Sören Trygg
- Stabschef Överstelöjtnant Ulf Starefeldt
- Stab- och trosskompani: Chef Major Niklasson
- 1.Mekskyttekompani: Chef Major Edlund
- 2.Mekskyttekompani: Chef Major Fredriksson
- 3.Mekskyttekompani: Chef Major Lindvall
- 4.Mekskyttekompani: Chef Major Kullgard